# Actinodaphne albifrons
Actinodaphne albifrons är en lagerväxtart som beskrevs av Kostermans. Actinodaphne albifrons ingår i släktet Actinodaphne och familjen lagerväxter. Inga underarter finns listade i Catalogue of Life.